# M3-M5 Stuart

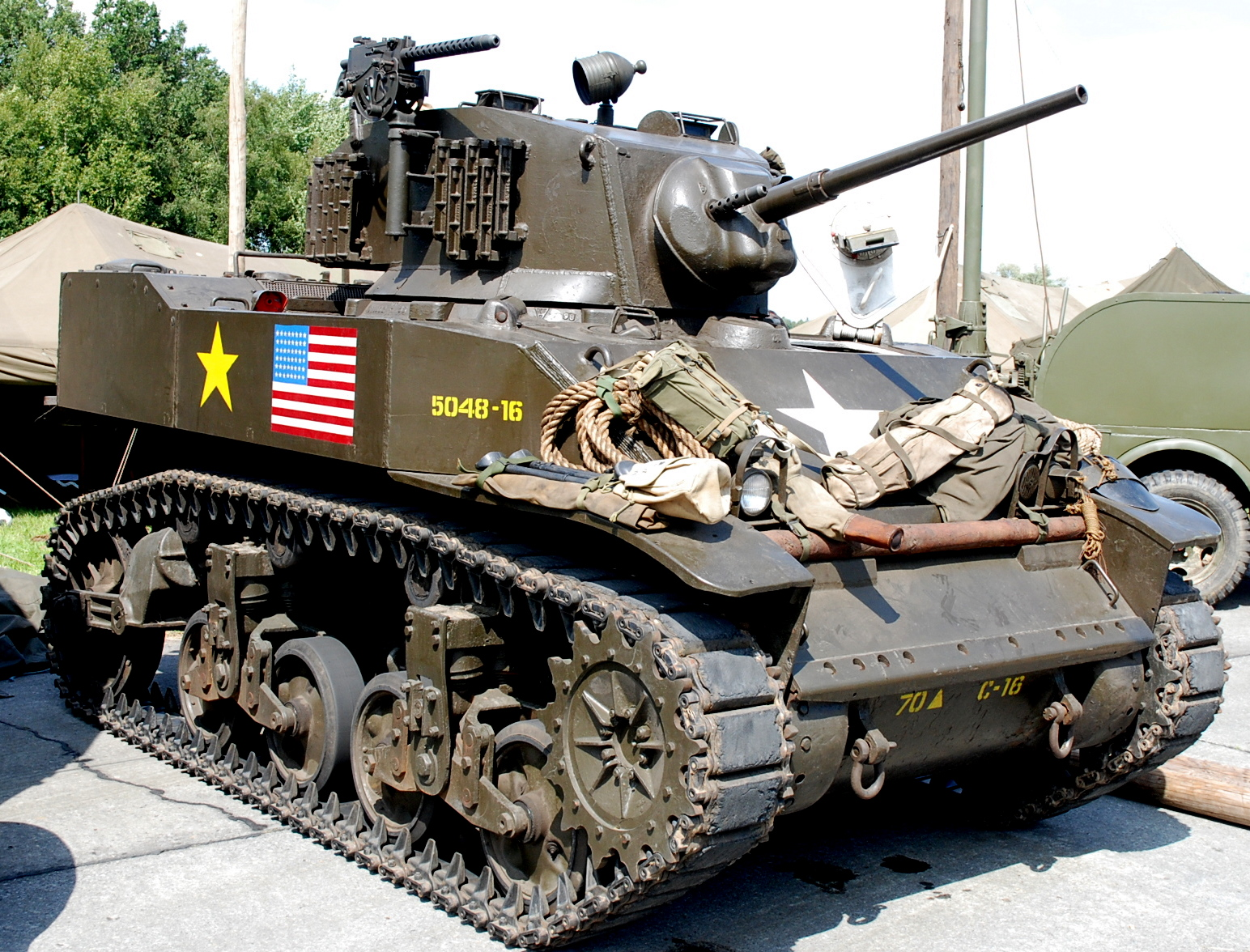
De M5A1 Stuart

De M3 Stuart is een Amerikaanse lichte tank uit de Tweede Wereldoorlog. De tank heeft een gewicht van rond de 10 tot 15 ton, met een 37 mm-kanon en een bepantsering van ongeveer 20 mm tot 35 mm. Zijn maximumsnelheid bedraagt 56 km per uur.
De M5 Stuart was een verbeterde versie met een gelaste achterkant. De M3-serie heeft een rechthoekige voorkant en een schuine achterkant waarvan de delen vastgemaakt zijn met klinknagels. De M3A3 werd compleet gelast voor Lend-leasedoeleinden. De M5 heeft een schuine voorkant en een rechthoekige achterkant met een kleine verhoging die totaal werd gelast.
De M3 werd onder meer gebruikt door het KNIL.

## Technische gegevens voor de M3 Stuart[1]
Benzinemotor:
- Merk / Type: Continental Static Radial, 7 cilinders, 4 takt
- Brandstof: benzine
- Vermogen: 250 pk bij 2.400 toeren per minuut
- Cilinderinhoud: 668 kubieke inch

Dieselmotor:
- Merk / Type: Guiberson Radial Diesel, 9 cilinders, 4 takt
- Brandstof: diesel
- Vermogen: 250 pk bij 2.200 toeren per minuut
- Cilinderinhoud: 1 021 kubieke inch

Bewapening:
- 1x 37mm-kanon en een 0,30 inch machinegeweer in toren
- 4x 0,30 inch machinegeweren
- 1x 0,45 Thompson machinegeweer

Munitie:
- 103 granaten voor 37mm-kanon
- 8 270 patronen voor 0,30 inch machinegeweer
- 500 patronen voor Thompson machinegeweer

Afmetingen:
- Gewicht (leeg): 25 300 lb
- Gewicht (geladen): 28 000 lb
- Lengte: 178 inch
- Breedte: 88 inch
- Hoogte: 104 inch

## Inzet in Nederlands-Indië

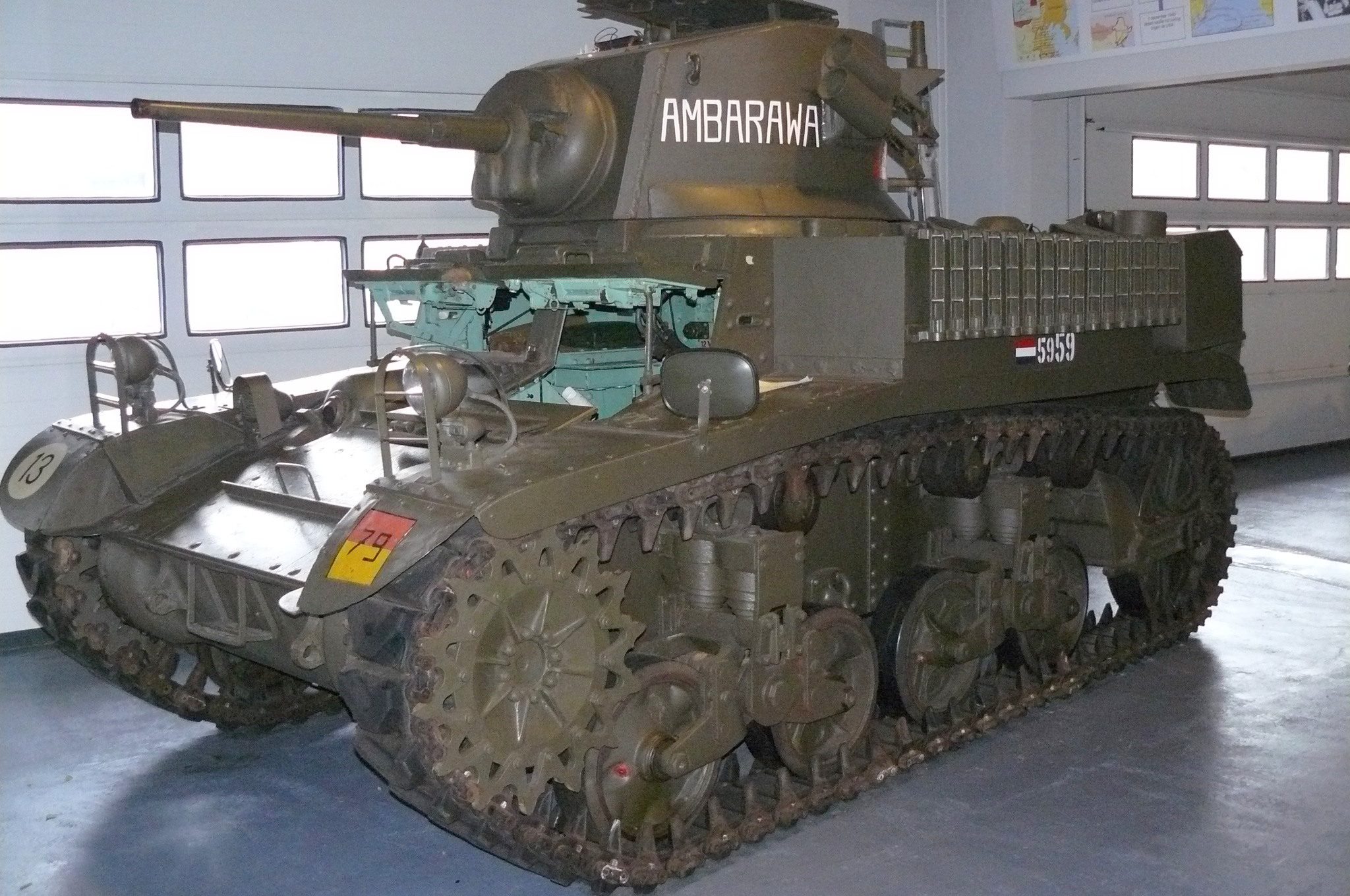
M3A1 Stuart in Cavaleriemuseum Amersfoort

Het Cavaleriemuseum in Amersfoort heeft een M3A1 Stuart tank in de collectie. De tank is een gift van Indonesië. Begin 1946 werden 44 van deze tanks door de afdeling Pantsertroepen van het Koninklijk Nederlandsch-Indisch Leger (KNIL) overgenomen van het Britse bezettingsleger in Nederlands-Indië. De tanks hebben deelgenomen aan beide politionele acties. De tanks zijn tot 1950 in gebruik geweest en ondersteunden de infanterie.